# Királybányatoplica
Királybányatoplica (Toplița), település Romániában, Erdélyben, Hunyad megyében.

## Fekvése
Vajdahunyadtól délnyugatra, a Cserna vize mellett, Gyalár, Doboka, Párosza és Kurpeny közt fekvő település.

## Története
Királybányatoplica nevét 1750-ben említette először oklevél Banya Iui Kraj néven említette először oklevél. 1760-1762-ben officina Királybányatoplicza, 1808-ban Királybánya, Königsgruben, Bájákrájuluj néven írták.
1891-ben a Pallas nagy lexikona írta a településről: „Királybánya-Toplica kisközég Hunyad vármegye hunyadi járásában, 370 oláh és német lakossal. Határában felhagyott kohók vannak.”
1910-ben 513 lakosából 415 román, 88 magyar volt. Ebből 395 görögkeleti ortodox, 100 római katolikus, 13 görögkatolikus volt. A trianoni békeszerződés előtt Hunyad vármegye Vajdahunyadi járásához tartozott.